# Dulce Nombre de Jesús de Petare (kościół)
Dulce Nombre de Jesús de Petare – kościół mieszczący się w mieście Petare.

## Lokalizacja
Kościół znajduje się przed placem Plaza Sucre, w Petare.

## Historia
Kościół został założony w 1691 roku. Jego założenie przypisywane jest księdzu Gabrielowi de Mendoza.